# 中鯖石村
中鯖石村（なかさばいしむら）は、かつて新潟県刈羽郡にあった町。

## 沿革
- 1901年（明治34年）11月1日 - 刈羽郡善根村、加納村、秋津村が合併して、中鯖石村が発足。
- 1955年（昭和30年）11月1日 - 刈羽郡北条村と境界の一部を変更。
- 1957年（昭和32年）7月5日 - 柏崎市に編入され消滅。